# Андраши, Дьюла
Граф Дьюла Андраши де Чиксенткирайи и Краснагорка (Дьюла Андраши-старший, венг. Andrássy Gyula; 8 марта 1823, Олахпатак, Австрийская империя — 18 февраля 1890, Волоска (совр.: Опатия), Австро-Венгрия) — австро-венгерский государственный и политический деятель. 
Второй из трёх сыновей графа Карла Андраши. Имя Дьюлы Андраши носит главный проспект венгерской столицы.

## Биография

### Ранние годы
Дьюла Андраши родился 8 марта 1823 года в комитате Абауй (в Восточной Словакии). По окончании курса в университете и по возвращении из путешествия за границу был избран Земпленским комитатом в депутаты Сейма в Пресбурге (Братиславе) 1847—1848. Поддерживал и активно участвовал в венгерской революции 1848—1849. Новое венгерское министерство назначило его обер-ишпаном Земпленского комитата. В этом звании он предводительствовал земпленским ландштурмом при Швехате, сражаясь против имперских войск. Впоследствии работал дипломатическим представителем венгерского революционного правительства в Дебрецене в Стамбуле.
После подавления венгерской революции Андраши эмигрировал в Париж, где женился на графине венгерского происхождения Екатерине Кендефи. Был заочно приговорён австрийскими властями к смертной казни через повешение и символически казнён (1851). По амнистии 1857 года при помощи матери вернулся в Венгрию и принёс присягу на верность Францу Иосифу I.

### Политическая карьера
После избрания Земпленским округом в 1861 году в венгерское государственное собрание примкнул к партии Деака, стал выступать за соглашение с Габсбургами. Когда впоследствии под руководством Бейста началось преобразование Австрийской империи, основанное на принципах дуализма, Андраши был назначен 17 февраля 1867 года министром-президентом (премьер-министром) венгерского правительства. Также он принял управление министерством народной обороны. На этих постах он находился до 1871 года.
В октябре 1867 года Дьюла Андраши лично сопровождал Франца Иосифа I в Париж на Всемирную выставку, в 1869 году — в Египет, на открытие Суэцкого канала, и по выходе в отставку графа Бейста был назначен в 1871 году министром иностранных дел Императорского двора. На посту министра проводил политику тесного сближения с Германской империей, при поддержке которой добился оккупации австро-венгерскими войсками Боснии и Герцеговины (1878).
С самого начала Франко-прусской войны Андраши выступал поборником строгого нейтралитета Австро-Венгрии, что стало причиной того, что его деятельность на посту министра иностранных дел ознаменовалась главным образом старанием поддержать дружественные отношения с Германией. В сентябре 1872 года Андраши присутствовал с Бисмарком и Горчаковым на свидании трёх императоров в Берлине; в 1874 году совместно с императором Францем Иосифом совершил визит в Петербург, в 1875 — в Венецию и в 1876 — в Рейхштадт, где было заключено соглашение с Александром II.
Восстание в Боснии и Герцеговине побудило Андраши обратиться с нотой к Порте по вопросу о христианах, бежавших из этих стран, которая была вручена Порте 31 января 1876 года. Во время войн Турции с Сербией и Герцеговиной, а затем Русско-турецкой войны 1877–1878 годов Андраши руководил иностранной политикой в смысле соблюдения нейтралитета Австро-Венгрии. Однако Сан-Стефанский договор (1878) вызвал серьёзные опасения австрийцев по поводу резкого усиления роли России на Балканах. Андраши получил от австро-венгерских делегаций военный кредит в размере 60 млн флоринов, и по его настоянию Сан-Стефанский договор был подвергнут обсуждению представителей европейских держав на конгрессе, созванном в Берлине (1878). Андраши совместно с Калицем и Гаймерлем в качестве главного уполномоченного Австро-Венгрии добился разрешения великих держав на занятие Боснии и Герцеговины, куда австрийские войска и вступили в июле 1878 года. С занятием Новобазарского санджака оккупационный план Андраши был ещё более расширен. 22 сентября 1879 года граф Андраши оставил пост министра иностранных дел, завершив свою деятельность на этом поприще заключением с Бисмарком Австро-германского оборонительного союза. С тех пор Андраши занимался управлением своих имений, принимая участие в политике исключительно как член венгерской верхней палаты. Его преемником в должности министра иностранных дел и императорского двора был барон Гаймерде.

### Смерть
Дьюла Андраши погиб в феврале 1890 года. Его сын, тоже Дьюла Андраши, также стал политиком, был министром образования Транслейтании и министром иностранных дел Австро-Венгрии.